# Journée Darwin
Pour les articles homonymes, voir Darwin.
La « Journée Darwin », plus connue sous son nom anglais de « Darwin Day », est un jour de célébration international dans le domaine des sciences et des humanités qui a lieu annuellement le 12 février, ou autour de cette date, qui coïncide avec le jour de naissance de Charles Darwin en 1809. 
Cette journée a pour but de rendre hommage à la vie et aux découvertes de Charles Darwin, le célèbre naturaliste anglais qui, le premier, a décrit avec une rigueur scientifique l’évolution biologique des espèces par le moyen de la sélection naturelle, et sert également à promouvoir la science dans la société.